# Президент на Финландия
Президентът на Република Финландия (на фински: Suomen tasavallan presidentti; на шведски: Republiken Finlands president) е държавният глава на Финландия, който, заедно с правителството, упражнява изпълнителната власт в страната. Избира се пряко с мандат от 6 години, като един човек може да заема поста най-много два последователни мандата.

## Списък
| #  | Портрет | Име                     | Избран              | Заел поста                                 | Напуснал поста                | Партия                                         | Раждане и смърт                                         |
| -- | --- | ----------------------- | ------------------- | ------------------------------------------ | ----------------------------- | ---------------------------------------------- | ------------------------------------------------------- |
| 1  | | Каарло Юхо Столберг     | 1919                | 25 юли 1919                                | 1 март 1925                   | Национална прогресивна партия                  | 28 януари 1865, Суомусалми 22 септември 1952, Хелзинки  |
| 1  | Председател на Парламента (1914 – 1917), избран за президент от Парламента през 1919 | Каарло Юхо Столберг     |                     |                                            |                               |                                                |                                                         |
| 2  | | Лаури Кристиан Реландер | 1925                | 1 март 1925                                | 1 март 1931                   | Селска лига                                    | 31 май 1883, Куркийоки 9 февруари 1942, Хелзинки        |
| 2  | Председател на Парламента (1919 – 1920), избран за президент от електорално събрание през 1925 | Лаури Кристиан Реландер |                     |                                            |                               |                                                |                                                         |
| 3  | | Пер Евинд Свинхувуд     | 1931                | 1 март 1931                                | 1 март 1937                   | Национална коалиция                            | 15 декември 1861, Сяяксмяки 29 февруари 1944, Луумаки   |
| 3  | Председател на Парламента (1907 – 1912), регент (1918), министър-председател (1917 – 1918, 1930 – 1931), избран за президент от електорално събрание през 1931 | Пер Евинд Свинхувуд     |                     |                                            |                               |                                                |                                                         |
| 4  | | Кюйости Калио           | 1937                | 1 март 1937                                | 19 декември 1940 (починал)    | Селска лига                                    | 10 април 1873, Юливиеска 19 декември 1940, Хелзинки     |
| 4  | Председател на Парламента (1920 – 1921, 1922, 1924 – 1925, 1929, 1930 – 1936), министър-председател (1922 – 1924, 1925 – 1926, 1929 – 1930, 1936 – 1937), избран за президент от електорално събрание през 1937; през 1940 се оттегля, поради влошено здраве, и до смъртта му длъжността се изпълнява от Ристо Рюти | Кюйости Калио           |                     |                                            |                               |                                                |                                                         |
| 5  | | Ристо Рюти              | 1940 1943           | (и.д. от 27 ноември 1940) 19 декември 1940 | 1 август 1944 (подал оставка) | Национална прогресивна партия                  | 3 февруари 1889, Хуйтинен 25 октомври 1956, Хелзинки    |
| 5  | Министър-председател (1939 – 1941), избран за президент от електорално събрание през 1940 и 1943, подава оставка през 1944 | Ристо Рюти              |                     |                                            |                               |                                                |                                                         |
| 6  | | Карл Густав Манерхейм   | –                   | 4 август 1944                              | 4 март 1946 (подал оставка)   | Безпартиен Главнокомандващ отбранителните сили | 4 юни 1867, Аскайнен 27 януари 1951, Лозана             |
| 6  | Регент (1918 – 1919), избран от Парламента през 1944, подава оставка през 1944 | Карл Густав Манерхейм   |                     |                                            |                               |                                                |                                                         |
| 7  | | Юхо Кусти Паасикиви     | 1950                | 11 март 1946                               | 1 март 1956                   | Национална коалиция                            | 27 ноември 1870, Хямеенкоски 14 декември 1956, Хелзинки |
| 7  | Министър-председател (1918, 1944 – 1946), избран за президент от Парламента през 1946 и от електорално събрание през 1950 | Юхо Кусти Паасикиви     |                     |                                            |                               |                                                |                                                         |
| 8  | | Урхо Кеконен            | 1956 1962 1968 1978 | 1 март 1956                                | 27 януари 1982                | Селска лига/Финландски център                  | 3 септември 1900, Пиелавеси 31 август 1986, Хелзинки    |
| 8  | Председател на Парламента (1948 – 1950), министър-председател (1950 – 1953, 1954 – 1956), избран за президент от електорално събрание през 1956, 1962, 1968 и 1978; подава оставка през 1981, поради влошено здраве, след което длъжността се изпълнява от Мауно Койвисто                                           | Урхо Кеконен            |                     |                                            |                               |                                                |                                                         |
| 9  | | Мауно Койвисто          | 1982 1988           | (и.д. от 11 септември 1981) 27 януари 1982 | 1 март 1994                   | Финландска социалдемократическа партия         | 25 ноември 1923, Турку 12 май 2017, Хелзинки            |
| 9  | Министър-председател (1968 – 1970, 1979 – 1982), избран за президент от електорално събрание през 1982 и 1988 | Мауно Койвисто          |                     |                                            |                               |                                                |                                                         |
| 10 | | Марти Ахтисаари         | 1994                | 1 март 1994                                | 1 март 2000                   | Финландска социалдемократическа партия         | 23 юни 1937, Виипури                                    |
| 10 | Избрян пряко през 1994 | Марти Ахтисаари         |                     |                                            |                               |                                                |                                                         |
| 11 | | Таря Халонен            | 2000 2006           | 1 март 2000                                | 1 март 2012                   | Финландска социалдемократическа партия         | 24 декември 1943, Хелзинки                              |
| 11 | Избрана пряко през 2000 и 2006, първа жена президент | Таря Халонен            |                     |                                            |                               |                                                |                                                         |
| 12 | | Саули Нийнистьо         | 2012 2018           | 1 март 2012                                | 1 март 2024                   | Национална коалиция                            | 24 август 1948, Сало                                    |
| 12 | Председател на Парламента (2007 – 2011), избран пряко през 2012 и за втори мандат през 2018 | Саули Нийнистьо         |                     |                                            |                               |                                                |                                                         |
| 13 | | Александър Стуб         | 2024                | 1 март 2024                                | ...                           | Национална коалиция                            | 1 април 1968, Хелзинки                                  |
| 13 | Външен министър (2008 – 2011), министър на финансите (2015 – 2016) и министър-председател (2014 – 2015). Избран пряко през 2024 | Александър Стуб         |                     |                                            |                               |                                                |                                                         |